# Pseudosphex fuscus
Pseudosphex fuscus là một loài bướm đêm thuộc phân họ Arctiinae, họ Erebidae.